# Juan Azor

Institutiones morales, 1600

Juan Azor (Lorca, 1535 – Roma, 19 de febrero de 1603) fue un filósofo y presbítero español, miembro de la Compañía de Jesús.

## Biografía
Nacido en el reino de Murcia, en el sur de España, entró en la Compañía de Jesús el 18 de marzo de 1559, y se convirtió en profesor de filosofía y después de teología, tanto dogmática como moral, en Plasencia, Alcalá y Roma. Fue uno de los miembros de la primera comisión, que el padre general de los jesuitas, Claudio Acquaviva, encargó para la redacción de la "Ratio Studiorum".
Azor fue un hombre de amplia y sólida cultura, muy versado en los idiomas griego, hebreo y en historia, así como en la ciencia teológica. Su obra principal, por la cual es recordado, es referente a la teología moral, en tres volúmenes en folio: Institutionem Moralium, in quibus universae quaestiones ad conscientiam recte aut prave factorum pertinentes breviter tractantur pars 1ma, cuyo primer volumen se publicó en 1600 en Roma, el segundo seis años más tarde y el último en 1611. El trabajo tuvo un favorecedor éxito en Roma y en todas las sedes europeas de enseñanza, y fue honrado por un breve prefacio del papa Clemente VIII. Otras numerosas ediciones fueron publicadas en Brescia, Venecia, Lyon, Colonia, Ingolstadt, París, Cremona y Roma. El trabajo ha continuado a mantener su importancia a lo largo de los siglos sucesivos y fue fuertemente recomendado por Jacques-Bénigne Bossuet en sus estatutos sinodales, y fue tenido en alta estima por Alfonso María de Ligorio. Jean-Pierre Gury habla de Azor como un "Probabilista moderado, en sabiduría, en profundidad de aprendizaje y en severidad de juicio que merecidamente es tenido en alto rango entre los teólogos". Existen todavía hoy, en forma manuscrita, otras obras de Azor, en Roma, en los archivos de los jesuitas, un comentario al Cantar de los Cantares; en Wurzburgo, una exposición de los Salmos y en Alcalá, varios tratados teológicos en partes de la Summa Theologiae de Tomás de Aquino.